# Râul Stupina, Olt
Râul Stupina este un curs de apă, afluent al râului Olt. 